# Mijas
Mijas − miasto w Hiszpanii, w Andaluzji. Gmina Mijas znajduje się w zachodniej części prowincji Malaga, na Costa del Sol. Obecnie zajmuje powierzchnię 148,5 km²  i jest jedną z większych gmin w prowincji Malaga zaraz po Casares. Według INE w 2019 roku Mijas liczyło 82742 mieszkańców, co czyni ją trzecią gminą w prowincji pod względem liczby ludności po Maladze i Marbelli.

## Podział administracyjny
Mijas jako gmina skupiona jest w czterech ośrodkach miejskich:
- Mijas Pueblo - położone na zboczu gór Sierra de Mijas, stanowi historyczne centrum gminy, należy do znanych w Andaluzji tzw. pueblos blancos czyli białych wiosek;
- Las Lagunas;
- Mijas Golf;
- Mijas Costa - 12-kilometrowy odcinek nadmorski gminy, nazywany również La Cala de Mijas

## Historia
Najstarsze ślady ludzkiej obecności na terenie gminy Mijas pochodzą z górnego paleolitu, choć istnieją udokumentowane źródła świadczące o epoce brązu.
I w.p.n.e. to początek napływu Fenicjan do wybrzeża południowej Hiszpanii, którzy utworzyli kolonię na wschód od Gibraltaru. Był to okres wielkiego rozkwitu handlu surowcami i rolnictwa. Rzekami docierali do coraz głębszych obszarów Półwyspu Iberyjskiego. Podczas panowania Imperium Rzymskiego między dawną Malaką a Kadyksem utworzono wielki szlak komunikacyjny, który przebiegał przez Mijas. Najstarszym ośrodkiem miejskim z czasów rzymskich jest El Chaparral. Okres Średniowiecza to napływ Arabów z kalifatu w Damaszku do portu w Algeciras. Wpływy arabskie sięgały całego Półwyspu Iberyjskiego. Na terenie aktualnej gminy Mijas powstały pierwsze miasta, w tym Mixas czyli aktualne miasto Mijas. Podstawą gospodarki było rolnictwo. Na terytorium Al-Andalus w czasach Abd al-Rahmana II (822-852) głównymi produktami w obrocie handlowym z Indiami była trzcina cukrowa i figi. Między 1485 a 1947 rokiem na terenie Mijas po Malagę, stolicę prowincji, królowie katoliccy toczyli wojny, czego skutkiem był upadek Imperium Muzułmańskiego i napływ chrześcijan. Okres od XVI po XVIII wiek stał pod znakiem rozwoju handlu i fortyfikowania wybrzeża przed atakami piratów z północnej Afryki. Stąd wiele zabudowań obronnych, fortec i wież strażniczych na całym wybrzeżu, między innymi w La Cala.
Jedną z pierwszych budowli wzniesionych i zachowanych do dziś jest kościół Niepokalanego Poczęcia w Mijas Pueblo, ukończony w 1631 roku. Zbudowany został na ruinach starego meczetu, którego charakterystyczna kwadratowa wieża dziś jest dzwonnicą. Współczesna gospodarka Mijas oparta jest na rolnictwie, rybołówstwie i turystyce. Aktualnie jest najlepiej zarządzaną gminą w prowincji Malaga, co przekłada się na statystyki. Mijas jest jednym z andaluzyjskich miasteczek najczęściej odwiedzanych przez turystów, także z Azji.

## Atrakcje turystyczne
Mijas Pueblo, jedno z najbardziej znanych i chętnie odwiedzanych śnieżnobiałych wiosek na południu Hiszpanii. Znane jest z kilku nietypowych atrakcji:
- oślich taksówek, które były głównym środkiem transportu mieszkańców, burro taxi dziś służą jako reklama miasta, podobnie jak na Santorini;
- najmniejszej fabryki czekolady Mayan Monkey Mijas, gdzie można wziąć udział w warsztatach cukierniczych, w kawiarni napić się czekolady czy zjeść lody, a w sklepiku zakupić miejscowej produkcji czekolady;
- jedynej w Hiszpanii owalnej areny walk byków. Plaza de Toros zbudowana w 1900 roku tylko raz w roku gości torreadorów, a na terenie obiektu znajduje się niewielkie muzeum z ciekawymi eksponatami;
- unikatowe muzeum miniatur znajdujące się w starym wozie cyrkowym;
- w Mijas Costa znajduje się wielka letnia atrakcja, park wodny Aqua Mijas.

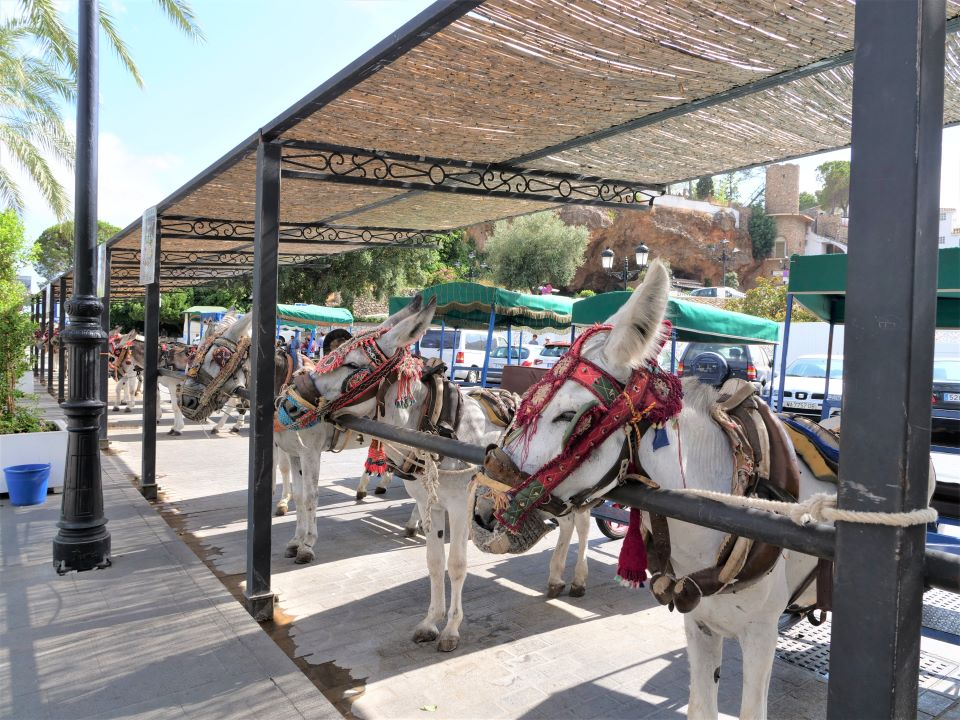
ośle taksówki, tzw. burro taxi w Mijas Pueblo

Miasteczko z racji górskiego położenia jest niezwykle fotogeniczne. Widoki panoramiczne na pobliskie miejscowości: Benalmadenę i Fuengorolę z kilku tarasów są zachwycające. Pobielone wapnem domy w typowym andaluzyjskim stylu odbijają gorące promienie słońca i stanowią świetny kontrast do niebieskich donic i mnóstwa kwiatów. Na Plaza de la Constitución znajduje się pomnik Franciszkowa Młokosiewiczowa, który był dowódcą w bitwie pod Fuengirolą.